# Sepsophis punctatus
Sepsophis punctatus là một loài thằn lằn trong họ Scincidae. Loài này được Beddome mô tả khoa học đầu tiên năm 1870.